# Fenaco
La Fenaco (abréviation de Fédération nationale des coopératives), stylisé fenaco, est une société coopérative agricole reposant sur un concept centenaire et dont le siège est à Berne. Elle appartient à 137 LANDI et à leurs quelque 40 000 membres, parmi lesquels près de 23 000 agricultrices et agriculteurs suisses actifs. En tant que partenaire de commercialisation de produits de l’agriculture, Fenaco organise la distribution de denrées alimentaires suisses de haute qualité (fruits, légumes, pommes de terre, céréales, viande et boissons). En tant que fournisseur, enaco propose aussi un large éventail de produits et de prestations, et affirme garantir une agriculture durable, efficace et orientée vers le marché. Parmi les entreprises et marques connues, on trouve le producteur de boissons Ramseier, le transformateur de viande Ernst Sutter AG, les détaillants Volg et Landi, le distributeur d'engrais Landor, le fabricant d'aliments pour animaux UFA et le fournisseur d'énergie Agrola. Constituée en coopérative, elle emploie plus de 11 300 personnes et a réalisé un chiffre d'affaires d'un peu plus de 7 milliards de francs suisses en 2024.

## Rôle
L'objectif principal de Fenaco consiste à aider les agriculteurs à développer économiquement leur entreprise. En partenariat étroit avec les LANDI (coopératives agricoles suisses), Fenaco fournit aux agriculteurs tous les agents agricoles dont ils ont besoin, tels les semences, les fourrages, les produits de nutrition des plantes ainsi que de nombreux autres produits. Parallèlement à cela, Fenaco prend en charge les denrées produites par les agriculteurs telles que les céréales, les oléagineux, les pommes de terre, le bétail de boucherie, les œufs, le maïs, les légumes, les fruits, les baies et les raisins. Sur les sites industriels dont elle dispose, Fenaco transforme ces produits en des denrées alimentaires et des boissons suisses. Elle les commercialise ensuite à travers des hôtels, des restaurants et, pour la majeure partie, via des chaînes de commerce de détail connues telles que Coop et Migros mais également via ses propres canaux de vente que sont LANDI, Volg, Prima et TopShop.
Les principaux domaines d'activité sont les suivants :
- la production, l'importation et le commerce des moyens de production pour l'agriculture
- achat, stockage, transformation et commercialisation des produits agricoles
- commerce des céréales et des oléagineux ainsi que des combustibles et carburants

Fenaco compte plus de 80 filiales, dont l'entreprise alimentaire Frigemo, le fabricant de viande et de produits à base de viande Ernst Sutter, le fabricant de boissons Ramseier Suisse, Anicom, qui est spécialisé dans le commerce des animaux d'élevage, et le fabricant d'aliments pour animaux UFA. Fenaco exploite les chaînes de magasins Volg, Landi et les boutiques de stations-service TopShop et vend du mazout, des carburants et de l'énergie sous la marque Agrola. Fenaco est également propriétaire de la société de transport Traveco.

## Histoire
Fenaco résulte de la fusion en 1993 de 6 fédérations de coopératives agricoles suisses pour constituer Fenaco société coopérative. Les coopératives étaient :
- Fédération des coopératives agricoles de Suisse orientale (VOLG) ;
- Fédération des coopératives agricoles de Berne et environs (VLG) ;
- Union des coopératives agricoles romandes, UCAR, à Lausanne ;
- VLGZ à Lucerne ;
- NWV Soleure, créée en 1905 ;
- FCA à Fribourg créée en 1907[2].

## Controverse
Le groupe est un acteur puissant dans le monde agricole suisse. Ainsi, la Commission de la concurrence a communiqué son intention de « procéder à un examen approfondi de la fusion entre Fenaco et la holding Steffen-Ris AG ».
Fenaco contrôlerait la moitié du marché des pommes de terre ainsi que des céréales de production suisse, 65 % des oléagineux, le tiers de celui des fruits et légumes et le quart de celui de la viande de porc.

## Filiales
Domaine agricole :
- Anicom
- AGROLINE
- Fenaco Céréales, oléagineux et matières premières (GOF)
- LANDOR
- UFA
- Semences UFA
- Meliofeed
- Groupe SERCO

Domaine des denrées alimentaires :
- Ernst Sutter
- frigemo
- Ramseier Suisse SA
- Rutishauser-DiVino
- Inoverde
- Cave Provins SA

Sécurité alimentaire :
- Halag Chemie
- Laboratoires UFAG
- ufamed

Domaine commerce de détail :
- Landi Suisse
- Volg
- TopShop
- Prima

Domaine énergie :
- Agrola

Divers :
- Traveco
- Bison